# Coupe de Belgique de cyclisme sur route 2021
Navigation
Coupe de Belgique 2020 Coupe de Belgique 2022
La Coupe de Belgique de cyclisme sur route 2021, officiellement nommée la Bingoal Cycling Cup 2021, est la 6e édition de la Coupe de Belgique de cyclisme sur route. Elle débute le 2 mars 2021 avec le Samyn et se termine le 10 octobre 2021 avec le Mémorial Rik Van Steenbergen. 

## Attribution des points
Sur chaque course, les 15 premiers coureurs marquent des points et le coureur marquant le plus de points au total est considéré comme le vainqueur de la Coupe de Belgique.
Sur chaque épreuve, les points sont attribués avec le barème suivant :
| Position | 1  | 2  | 3  | 4  | 5  | 6  | 7 | 8 | 9 | 10 | 11 | 12 | 13 | 14 | 15 |
| Points   | 16 | 14 | 13 | 12 | 11 | 10 | 9 | 8 | 7 | 6  | 5  | 4  | 3  | 2  | 1  |

Dans chaque épreuve, il y a 3 sprints intermédiaires avec des points attribués au 3 premiers coureurs. Ces points sont ajoutés au classement individuel.
Les points attribués sont respectivement: 3-2-1 points.

## Résultats
| #  | Date         | Course                                | Vainqueur            | Équipe                | Leader du classement individuel |
| -- | ------------ | ------------------------------------- | -------------------- | --------------------- | ------------------------------- |
| 1  | 2 mars       | Le Samyn (2021)                       | Tim Merlier          | Alpecin-Fenix         | Tim Merlier                     |
| 2  | 7 mars       | Grand Prix Jean-Pierre Monseré (2021) | Tim Merlier          | Alpecin-Fenix         | Tim Merlier                     |
| 3  | 13 mai       | Circuit de Wallonie (2021)            | Christophe Laporte   | Cofidis               | Tim Merlier                     |
| 4  | 5 juin       | À travers le Hageland (2021)          | Rasmus Tiller        | Uno-X Pro             | Tim Merlier                     |
| 5  | 16 juin      | Halle-Ingooigem (2021)                | annulé               | annulé                | Tim Merlier                     |
| 6  | 15 août      | Grand Prix Jef Scherens (2021)        | Niccolò Bonifazio    | TotalEnergies         | Tim Merlier                     |
| 7  | 20 août      | Grand Prix Marcel Kint (2021)         | Álvaro Hodeg         | Deceuninck-Quick Step | Tim Merlier                     |
| 8  | 22 août      | Coupe Sels (2021)                     | annulé               | annulé                | Tim Merlier                     |
| 9  | 12 septembre | Antwerp Port Epic (2021)              | Mathieu van der Poel | Alpecin-Fenix         | Tim Merlier                     |
| 10 | 17 septembre | Championnat des Flandres (2021)       | Jasper Philipsen     | Alpecin-Fenix         | Tim Merlier                     |
| 11 | 10 octobre   | Mémorial Rik Van Steenbergen (2021)   | annulé               | annulé                | Tim Merlier                     |

## Classement
| Pos. | Coureur              | Équipe                             | Points |
| ---- | -------------------- | ---------------------------------- | ------ |
| 1    | Tim Merlier          | Alpecin-Fenix                      | 76     |
| 2    | Rasmus Tiller        | Uno-X Pro                          | 44     |
| 3    | Danny van Poppel     | Intermarché-Wanty-Gobert Matériaux | 44     |
| 4    | Niccolò Bonifazio    | TotalEnergies                      | 24     |
| 5    | Mathieu van der Poel | Alpecin-Fenix                      | 24     |
| 6    | Jens Reynders        | Sport Vlaanderen-Baloise           | 24     |
| 7    | Bram Welten          | Arkéa-Samsic                       | 22     |
| 8    | Jordi Warlop         | Sport Vlaanderen-Baloise           | 22     |
| 9    | Timothy Dupont       | Bingoal-WB                         | 21     |
| 10   | Taco van der Hoorn   | Intermarché-Wanty-Gobert Matériaux | 18     |